# Dannemora (New York)
Dannemora ist eine Town im Clinton County des Bundesstaates New York in den Vereinigten Staaten mit 4037 Einwohnern (laut Volkszählung von 2020). Der Name wurde von einer Ortschaft in Schweden übernommen.

## Geographie

### Geographische Lage
Dannemora liegt westlich des Lake Champlain und an der Westgrenze des Clinton County im Nordosten des Bundesstaates New York. Auf seinem Gebiet befinden sich der nördliche Teil der Adirondack Mountains, die zugleich den höchsten Gebirgszug im Staat New York darstellen. Der höchste Gipfel im Bereich der Town und zugleich der höchste Gipfel des Bundesstaates New York ist der Lyon Mountain mit 1164 m. Größter See mit 7,2 km² Fläche ist der Chazy Lake.
In der Town of Dannemora liegt das Village of Dannemora, dessen südlicher Teil in der Town of Saranac liegt.

### Nachbargemeinden
Alle Entfernungen sind als Luftlinien zwischen den offiziellen Koordinaten der Orte aus der Volkszählung 2010 angegeben.
- Norden: Ellenburg, 7,1 km
- Nordosten: Altona, 18,2 km
- Osten: Beekmantown, 36,4 km
- Südosten: Plattsburgh Town, 35,0 km
- Süden: Saranac, 3,4 km
- Westen: Bellmont, 29,3 km

### Klima
|                       | Jan   | Feb   | Mär  | Apr  | Mai  | Jun   | Jul   | Aug   | Sep  | Okt   | Nov  | Dez  |   |         |
| Mittl. Tagesmax. (°C) | −3,5  | −1,4  | 3,6  | 11,5 | 18,5 | 23,2  | 25,3  | 24,3  | 20,2 | 13,1  | 5,8  | −0,7 | ⌀ | 11,7    |
| Mittl. Tagesmin. (°C) | −13,2 | −11,4 | −6,4 | 0,8  | 7,1  | 12,3  | 14,7  | 13,7  | 9,4  | 3,4   | −2,3 | −9,3 | ⌀ | 1,6     |
|                       |       |       |      |      |      |       |       |       |      |       |      |      |   |         |
| Niederschlag (mm)     | 66,0  | 55,9  | 63,5 | 83,8 | 91,4 | 101,6 | 106,7 | 111,8 | 99,1 | 104,1 | 94,0 | 76,2 | Σ | 1.054,1 |
|                       |       |       |      |      |      |       |       |       |      |       |      |      |   |         |
| Regentage (d)         | 12,8  | 10,0  | 10,8 | 11,3 | 14,1 | 13,1  | 12,5  | 12,7  | 11,9 | 13,8  | 13,0 | 12,9 | Σ | 148,9   |

| −13,2 |

| −11,4 |

| −6,4 |

| 0,8 |

| 7,1 |

| 12,3 |

| 14,7 |

| 13,7 |

| 9,4 |

| 3,4 |

| −2,3 |

| −9,3 |

| −13,2 |

| −11,4 |

| −6,4 |

| 0,8 |

| 7,1 |

| 12,3 |

| 14,7 |

| 13,7 |

| 9,4 |

| 3,4 |

| −2,3 |

| −9,3 |

Die mittlere Durchschnittstemperatur in Dannemora liegt zwischen −8,3 °C im Januar und 25,3 °C im Juli. Die Schneefälle zwischen Oktober und April erreichen bis zu 43 Zentimetern im Februar, die tägliche Sonnenscheindauer liegt am unteren Rand des Wertespektrums der USA.

## Geschichte
Das Gebiet der Stadt wurde erstmals um 1838 besiedelt. 1845 wurde ein Gefängnis eingerichtet, dessen Insassen in den örtlichen Bergwerksminen arbeiteten. Die Clinton Correctional Facility ist heute eines der Hochsicherheitsgefängnisse des Bundesstaates New York. 1854 wurde Dannemora, vorher Teil der Stadt Beekmantown, selbständig.

### Einwohnerentwicklung
| Jahr      | 1800 | 1810 | 1820 | 1830 | 1840 | 1850 | 1860 | 1870 | 1880 | 1890 |
| --------- | ---- | ---- | ---- | ---- | ---- | ---- | ---- | ---- | ---- | ---- |
| Einwohner | -    | -    | -    | -    | -    | -    | 1235 | 1512 | 2962 | 3977 |
| Jahr      | 1900 | 1910 | 1920 | 1930 | 1940 | 1950 | 1960 | 1970 | 1980 | 1990 |
| Einwohner | 3720 | 4203 | 4061 | 4720 | 6362 | 5614 | 6141 | 4719 | 4717 | 5232 |
| Jahr      | 2000 | 2010 | 2020 | 2030 | 2040 | 2050 | 2060 | 2070 | 2080 | 2090 |
| Einwohner | 5149 | 4898 | 4037 |      |      |      |      |      |      |      |

## Wirtschaft und Infrastruktur
Wichtigster Arbeitgeber der Stadt ist die „Clinton Correctional Facility“, ein Hochsicherheitsgefängnis, das rund 3000 Gefangene aufnehmen kann. Ein bekannter Insasse war Lucky Luciano.  Das Gefängnis nimmt eine erhebliche Fläche im Norden der Hauptsiedlung ein. Wegen der hohen, langen Gefängnismauer an einer der Hauptstraßen des Ortes und seiner Lage im nördlichen Teil der USA trägt es den Beinamen „Little Siberia“ („Klein Sibirien“). Rund ein Drittel der männlichen Arbeitnehmer und 17 % der weiblichen arbeiten im öffentlichen Dienst bzw. als Sozialarbeiter. Ein weiteres Gefängnis, die „Lyon Mountain Correctional Facility“, wurde 2011 geschlossen.

### Verkehr
Die Town wird durch die New York State Route 3 und die New York State Route 374 an das amerikanische Verkehrsnetz angeschlossen. Flughäfen finden sich in Plattsburgh, die nächstgelegenen Amtrak-Stationen liegen in Plattsburgh und in Port Kent.

### Öffentliche Einrichtungen
Dannemora verfügt über eine öffentliche Bibliothek mit ca. 6500 Büchern und 3000 Tonträgern. Die nächstgelegenen Krankenhäuser befinden sich in Plattsburgh.

### Bildung
In Dannemora ist eine Grundschule, die Saranac Elementary School, angesiedelt. Für weiterführende Schulen müssen die Schüler nach Plattsburgh fahren. Die nächstgelegenen Colleges finden sich in Burlington, Winooski, Colchester und Middlebury im benachbarten Bundesstaat Vermont; die nächstgelegene Universitäten in Plattsburgh und Burlington.

## Persönlichkeiten
- Robert Garrow (1936–1978), Serienmörder